# Celtic Football Club 1969-1970
Questa voce raccoglie le informazioni riguardanti il Celtic Football Club nelle competizioni ufficiali della stagione 1969-1970.

## Stagione
La stagione 1969-1970 vide il Celtic conquistare il campionato, la coppa di lega e la Glasgow Cup. Giunse in finale di coppa di Scozia e in finale di Coppa dei Campioni, dove fu battuta dal Feyenoord.

## Maglie e sponsor
Rimangono invariate le divise introdotte nel 1965, col numero dei giocatori impresso sui calzoncini.
| Manica sinistra · Manica sinistra · Maglietta · Maglietta · Manica destra · Manica destra · Pantaloncini · Calzettoni |

## Rosa
| N. |                   | Ruolo | Calciatore                   |
| -- | ----------------- | ----- | ---------------------------- |
| 1  | Scozia (bandiera) | P     | Ronnie Simpson               |
| 2  | Scozia (bandiera) | D     | Jim Craig                    |
| 3  | Scozia (bandiera) | D     | Tommy Gemmell                |
| 4  | Scozia (bandiera) | C     | Bobby Murdoch                |
| 5  | Scozia (bandiera) | C     | Billy McNeill (capitano)     |
| 6  | Scozia (bandiera) | D     | John Clark                   |
| 7  | Scozia (bandiera) | C     | Jimmy Johnstone              |
| 8  | Scozia (bandiera) | A     | William Semple Brown Wallace |
| 9  | Scozia (bandiera) | A     | Steve Chalmers               |
| 10 | Scozia (bandiera) | C     | Bertie Auld                  |

| N. |                      | Ruolo | Calciatore        |
| -- | -------------------- | ----- | ----------------- |
| 11 | Scozia (bandiera)    | C     | Bobby Lennox      |
| 12 | Scozia (bandiera)    | P     | John Fallon       |
|    | Danimarca (bandiera) | P     | Bent Martin       |
|    | Scozia (bandiera)    | D     | Jim Andrew Brogan |
|    | Scozia (bandiera)    | D     | George Connelly   |
|    | Scozia (bandiera)    | C     | Harry Hood        |
|    | Scozia (bandiera)    | C     | Lou Macari        |
|    | Scozia (bandiera)    | C     | Jim Brogan        |
|    | Scozia (bandiera)    | C     | Tommy Callaghan   |